# 穿着鞋子的贝壳马塞尔
《穿着鞋子的贝壳马塞尔》（英語：Marcel the Shell with Shoes On）是2021年上映的真人定格动画喜剧剧情片，为迪恩·弗雷斯彻·坎普的导演处女作。电影改编自坎普与珍妮·斯蕾特、尼克·佩利创作的同名系列短片，由三人共同编剧，演出阵容包括珍妮·斯蕾特、羅莎·薩拉查、湯瑪斯·曼恩、迪恩·弗雷斯彻·坎普、莱斯利·斯塔尔和伊莎貝拉·羅塞里尼。故事講述與妻子離異的纪录片导演迪恩在居住公寓認識会说话的小贝壳马塞尔，由此延伸出的相關經歷。
电影于2021年9月3日在特柳赖德电影节首映，2022年6月24日由A24在北美部分院线发行，7月15日公映。影片获得影评人的认可，定格動畫、細膩的敘事、情感深度、攝影、編劇、角色塑造皆獲得正面評價，許多媒體和影評界人士將該片列為年度動畫佳片清單。電影獲頒第47屆土星獎最佳動畫獎，在第50屆安妮獎的四項提名贏得三個獎項，并于第95届奥斯卡金像奖提名最佳動畫片。

## 剧情
自从跟妻子离婚后，纪录片导演迪恩搬进一家Airbnb公寓居住。某日，迪恩在公寓里发现一个会说话的小贝壳，名叫马塞尔，马塞尔说自己和祖母康妮和宠物棉绒球艾伦（Alan）一起生活。
马塞尔足智多谋、聪明异常，对外面的世界十分痴迷，迪恩有感于此，决定把它的日常生活拍下来，其中大部分镜头是马塞尔在后院收破烂，以维持自己与祖母康妮的生活。康妮虽然很聪明，但有失智迹象，她将自己的花园交给相识的昆虫打理。马塞尔和康妮都喜欢看新闻节目《60分钟》，是这档节目的主持人莱斯莉·斯塔尔的忠实粉丝。
迪恩将第一部记录马塞尔的短片发到YouTube后，网上出现了热烈的讨论，马塞尔因而成为新晋网友。面对突然如来的关注，马塞尔受宠若惊，惊慌失措，还指责家人不在身边和他一起庆祝。马塞尔跟迪恩说自己家并不富裕，妈妈、爸爸、兄弟和姨妈都是一路艰难过来的。据马塞尔透露，公寓之前是一对名叫马克与拉丽萨的情侣居住的，当时他们一家躲在装袜子的抽屉里生活，日子过得并不和睦，吵架摔东西什么都是家常便饭。
有一次吵完架，马克意外把贝壳一家装进搬家用的行李箱，没在家的马塞尔和康妮就这样被落在这里。为了帮助两个贝克寻找失散多年的亲人，迪恩安排了一场网络直播，同样受到大批人关注。而就在马塞尔跟观众透露家的住址时，一大批网红纷纷上门打卡，都想见他一面，但却谈不上帮忙寻亲，这让马塞尔非常懊恼。祖母康妮也是不堪其扰，病情也加重了许多。
马塞尔让迪恩开车载他去外面走走，希望找到马克的车。马塞尔从未见过外面的世界，这一次他着实感受到世界之大、贝壳之渺小，这也意味着找车实在是大海捞针之举。马塞尔带着失落的心情回到家，突然发现康妮从洗衣机上面摔了下来，贝壳碎了一地。马塞尔给康妮疗伤，决定要好好保护她。
《60分钟》节目组联系到马塞尔，希望给他做一期专题报道。虽然有迪恩鼓励，马塞尔还是拒绝了邀约，担心摄制组的大批人马和节目的知名度会影响康妮的健康。他表示会等待康妮完全康复后再来做节目。之后迪恩将情况告诉给了病情迅速恶化的康妮，康妮听完觉得自己阻碍马塞尔过上精彩人生，于是在马塞尔面前装出病情好转的样子，鼓励他接受采访。马塞尔虽对康妮的病情有很大的保留意见，但最终还是接受采访，认为采访能够帮自己寻亲。
随着采访的日子不断临近，康妮每况愈下。节目组在客厅布景的时候，马塞尔和康妮带着崇敬的心情见了主持人莱斯莉·斯塔尔，之后马塞尔和迪恩接受了采访。采访结束后，马塞尔和迪恩发现康妮不见踪影，结果发现她在录影的时候就去世了。马塞尔在花园埋了康妮，对她离去感到悲伤。之后迪恩到别的地方租房。
后来节目组发现了拉丽萨的踪迹，打电话通知迪恩，说要拍后续。节目显示节目组在危地马拉找到拉丽萨，拉丽萨带一行人去马克家，结果与马克吵架。马塞尔让迪恩和节目组去检查马克的袜子抽屉，结果发现全家人都在里面。后来贝壳家族在Airbnb公寓团聚，为康妮举行葬礼。迪恩搬进新公寓，也有了新的约会对象。和家人团聚后，马塞尔向迪恩透露自己经常独自登上洗衣房的窗台，体会风刮进贝壳里的感觉。之后马塞尔向迪恩展示自己发出的声音，和迪恩一起欣赏窗外的美景。

## 阵容
- 珍妮·斯蕾特 配 马塞尔（Marcel）
- 迪恩·弗雷斯彻·坎普（英语：Dean Fleischer Camp） 饰 迪恩（Dean），纪录片导演
- 伊莎貝拉·羅塞里尼 配 康妮（Nana Connie），马塞尔的祖母
- 羅莎·薩拉查 饰 拉丽莎·盖勒（Larissa Geller）
- 湯瑪斯·曼恩 饰 马克·布斯（Mark Booth）
- 莱斯利·斯塔尔（英语：Lesley Stahl） 饰 本人
- 莎丽·芬克尔斯坦（Shari Finkelstein）饰 《60分鐘》制片人
- 莎拉·泰尔（英语：Sarah Thyre） 配 凯瑟琳（Catherine），马塞尔的母亲
- 安迪·里希特 配 马里奥（Mario），马塞尔的父亲
- 内森·菲尔德 配 贾斯汀（Justin），马塞尔的兄弟
- 杰茜·克莱因（英语：Jessi Klein） 配 朱迪（Judy），马塞尔的姨妈
- 彼得·博纳兹（英语：Peter Bonerz） 配 大师（The Maestro）
- 杰米·莱昂哈特（Jamie Leonhart）配 贝壳家族
- 柯南·奥布莱恩 饰 本人[註 1]
- 布萊恩·威廉姆斯 饰 本人[註 2]
- 杰西·西里奥 饰 达尔文（Darwin）

## 制作
影片动画由齊奧多兄弟制作（代表作为1988年的邪典片《外太空殺人小丑》），爱德华·奇奥多（Edward Chiodo）担任动画制作人，克尔斯滕·莱波雷担任动画指导。斯蒂芬·奇奥多（Stephen Chiodo）担任动画监督导演。比扬卡·克莱恩负责真人场景的摄影，埃里克·阿德金斯（Eric Adkins，代表作《火星人玩轉地球》、《PJ一家人》）负责定格动画摄影。

## 发行
电影于2021年9月3日在特柳赖德电影节首映，2022年3月亮相西南偏南电影节。
电影发行权由A24买下，2022年6月24日在美国部分院线上映，7月15日全国公映。电影于2023年2月17日由焦点影业和环球影业在英国上映。

## 反响

### 票房成绩
北美上映首周末登陆6家影院，拿下169,606美元的票房。

### 专业评价
《穿着鞋子的贝壳马塞尔》獲得正面為主的評價，烂番茄收录180条评论，打出98%的新鲜度，平均得分8.2/10。网站共识写道：“《穿着鞋子的贝壳马塞尔》凄美、优秀、暖心非常，是一部真诚的娱乐动画。”Metacritic根据42条评论打出80/100的平均分，表示“普遍好评”。
2023年1月，爛蕃茄整理2022年度佳片「金番茄獎」的榜單，本片在金番茄獎最佳動畫片排行榜列名第3名，僅次於《吉勒摩·戴托羅之皮諾丘》和《青春養成記》。

### 奖项
2022年7月20日，导演迪恩·弗雷斯彻·坎普表示，虽然电影中的动画角色生活于真实世界，与真实世界互动，但电影本身还是符合第95屆奧斯卡金像獎最佳動畫片獎的提名标准。为了让电影符合提名标准，他和A24提交了一份文件，证明电影符合“动画必须占全片片场75%或以上，剧情动画片必须有一定数量的动画片”的入围标准。2022年11月9日，电影艺术与科学学院确认电影符合最佳动画片提名资格。电影还获得金球獎最佳動畫提名，但最终输给了《吉勒摩·戴托羅之皮諾丘》。
| 大奖                       | 颁奖日期            | 奖项                   | 获得者                                                                                  | 结果         | 参考          |
| -------------------------- | ------------------- | ---------------------- | --------------------------------------------------------------------------------------- | ------------ | ------------- |
| 哈特兰电影节               | 2022年10月16日      | 真电影奖               | 迪恩·弗雷斯彻·坎普                                                                      | 獲獎         |               |
| 好萊塢影評人協會奖         | 2022年7月1日        | 最佳电影               | 《穿着鞋子的贝壳马塞尔》                                                                | 提名         | [ 19 ]        |
| 好萊塢影評人協會奖         | 2022年7月1日        | 最佳独立电影           | 《穿着鞋子的贝壳马塞尔》                                                                | 提名         | [ 19 ]        |
| 土星獎                     | 2022年10月25日      | 最佳動畫電影           | 《穿着鞋子的贝壳马塞尔》                                                                | 獲獎         | [ 20 ] [ 21 ] |
| 紐約影評人協會奖           | 2022年12月2日       | 最佳动画片             | 《穿着鞋子的贝壳马塞尔》                                                                | 獲獎         | [ 22 ]        |
| 國家評論協會奖             | 2022年12月8日       | 最佳动画片             | 《穿着鞋子的贝壳马塞尔》                                                                | 獲獎         | [ 23 ]        |
| 纽约在线影评人协会奖       | 2022年12月11日      | 最佳动画片             | 《穿着鞋子的贝壳马塞尔》                                                                | 獲獎         | [ 24 ]        |
| 洛杉磯影評人協會奖         | 2022年12月11日      | 最佳动画片             | 《穿着鞋子的贝壳马塞尔》                                                                | 亚军         | [ 25 ]        |
| 华盛顿特区影评人协会奖     | 2022年12月12日      | 最佳动画片             | 《穿着鞋子的贝壳马塞尔》                                                                | 提名         | [ 26 ]        |
| 华盛顿特区影评人协会奖     | 2022年12月12日      | 最佳配音表演           | 珍妮·斯蕾特                                                                             | 獲獎         | [ 26 ]        |
| 芝加哥影评人协会奖         | 2022年12月14日      | 最佳动画片             | 《穿着鞋子的贝壳马塞尔》                                                                | 提名         | [ 27 ]        |
| 犹他州影评人协会奖         | 2022年12月17日      | 最佳动画片             | 《穿着鞋子的贝壳马塞尔》                                                                | 獲獎         | [ 28 ]        |
| 犹他州影评人协会奖         | 2022年12月17日      | 最佳改编剧本           | 迪恩·弗雷斯彻·坎普、珍妮·斯蕾特、尼克·佩利、伊丽莎白·霍尔姆                             | 獲獎         | [ 28 ]        |
| 圣路易斯影评人协会奖       | 2022年12月18日      | 最佳动画片             | 《穿着鞋子的贝壳马塞尔》                                                                | 獲獎         | [ 29 ]        |
| 圣路易斯影评人协会奖       | 2022年12月18日      | 最佳戏份               | “《60分钟》专访马塞尔”                                                                  | 提名         | [ 29 ]        |
| 达拉斯—沃斯堡影评人协会奖  | 2022年12月19日      | 最佳动画片             | 《穿着鞋子的贝壳马塞尔》                                                                | 亚军         | [ 30 ]        |
| 印第安纳电影记者协会奖     | 2022年12月19日      | 最佳影片               | 《穿着鞋子的贝壳马塞尔》                                                                | 入选最终名单 | [ 31 ]        |
| 印第安纳电影记者协会奖     | 2022年12月19日      | 最佳动画片             | 《穿着鞋子的贝壳马塞尔》                                                                | 獲獎         | [ 31 ]        |
| 印第安纳电影记者协会奖     | 2022年12月19日      | 最佳改编剧本           | 迪恩·弗雷斯彻·坎普、珍妮·斯蕾特、尼克·佩利、伊丽莎白·霍尔姆                             | 提名         | [ 31 ]        |
| 印第安纳电影记者协会奖     | 2022年12月19日      | 最佳导演               | 迪恩·弗雷斯彻·坎普                                                                      | 提名         | [ 31 ]        |
| 印第安纳电影记者协会奖     | 2022年12月19日      | 最佳配音/动画捕捉表演  | 珍妮·斯蕾特                                                                             | 獲獎         | [ 31 ]        |
| 印第安纳电影记者协会奖     | 2022年12月19日      | 最佳配音/动画捕捉表演  | 伊莎貝拉·羅塞里尼                                                                       | 亚军         | [ 31 ]        |
| 印第安纳电影记者协会奖     | 2022年12月19日      | 最佳配乐               | 灾难和平                                                                                | 提名         | [ 31 ]        |
| 印第安纳电影记者协会奖     | 2022年12月19日      | 原创视角奖             | 《穿着鞋子的贝壳马塞尔》                                                                | 亚军         | [ 31 ]        |
| 凤凰城影评人协会奖         | 2022年12月19日      | 最佳动画片             | 《穿着鞋子的贝壳马塞尔》                                                                | 獲獎         | [ 32 ]        |
| 凤凰城影评人协会奖         | 2022年12月19日      | 年度十佳影片           | 《穿着鞋子的贝壳马塞尔》                                                                | 獲獎         | [ 32 ]        |
| 凤凰城影评人协会奖         | 2022年12月19日      | 年度电影遗珠           | 《穿着鞋子的贝壳马塞尔》                                                                | 獲獎         | [ 32 ]        |
| 佛罗里达影评人协会奖       | 2022年12月22日      | 最佳动画片             | 《穿着鞋子的贝壳马塞尔》                                                                | 提名         | [ 33 ] [ 34 ] |
| 女性电影记者联盟           | 2023年1月5日        | 最佳动画片             | 《穿着鞋子的贝壳马塞尔》                                                                | 提名         | [ 35 ]        |
| 女性电影记者联盟           | 2023年1月5日        | 最佳动画女性           | “康妮”（伊莎貝拉·羅塞里尼饰）                                                           | 獲獎         | [ 35 ]        |
| 聖地牙哥影評人協會奖       | 2023年1月6日        | 最佳动画片             | 《穿着鞋子的贝壳马塞尔》                                                                | 亚军         | [ 36 ]        |
| 多伦多影评人协会奖         | 2023年1月8日        | 最佳动画片             | 《穿着鞋子的贝壳马塞尔》                                                                | 亚军         | [ 37 ]        |
| 多伦多影评人协会奖         | 2023年1月8日        | 最佳电影处女作         | 《穿着鞋子的贝壳马塞尔》                                                                | 亚军         | [ 37 ]        |
| 舊金山灣區影評人協會奖     | 2023年1月9日        | 最佳动画片             | 《穿着鞋子的贝壳马塞尔》                                                                | 提名         | [ 38 ]        |
| 奥斯汀影评人协会奖         | 2023年1月10日       | 最佳动画片             | 《穿着鞋子的贝壳马塞尔》                                                                | 獲獎         | [ 39 ]        |
| 奥斯汀影评人协会奖         | 2023年1月10日       | 最佳电影处女作         | 迪恩·弗雷斯彻·坎普                                                                      | 提名         | [ 39 ]        |
| 奥斯汀影评人协会奖         | 2023年1月10日       | 最佳配音/动画/数字表演 | 珍妮·斯蕾特                                                                             | 獲獎         | [ 39 ]        |
| 电影之眼荣誉               | 2023年1月13日       | 别出心裁奖             | 《穿着鞋子的贝壳马塞尔》                                                                | 提名         | [ 40 ]        |
| 西雅图影评人协会奖         | 2023年1月17日       | 最佳动画片             | 《穿着鞋子的贝壳马塞尔》                                                                | 獲獎         | [ 41 ] [ 42 ] |
| 金球獎                     | 2023年1月10日       | 最佳動畫               | 《穿着鞋子的贝壳马塞尔》                                                                | 提名         | [ 18 ]        |
| 乔治亚影评人协会奖         | 2023年1月13日       | 最佳动画片             | 《穿着鞋子的贝壳马塞尔》                                                                | 亚军         | [ 43 ] [ 44 ] |
| 评论家选择电影奖           | 2023年1月15日       | 最佳動畫片             | 《穿着鞋子的贝壳马塞尔》                                                                | 提名         | [ 45 ]        |
| 在线影评人协会奖           | 2023年1月23日       | 最佳动画片             | 《穿着鞋子的贝壳马塞尔》                                                                | 提名         | [ 46 ]        |
| 藝術指導工會傑出作品設計獎 | 2023年2月18日       | 杰出动画片制作设计     | 丽兹·图克尔（Liz Toonkel）                                                              | 提名         | [ 47 ]        |
| 英国电影学院奖             | 2023年2月19日       | 最佳动画片             | 迪恩·弗雷斯彻·坎普、伊丽莎白·霍尔姆、安德鲁·戈德曼、卡罗琳·卡普兰、保罗·梅齐            | 提名         | [ 48 ]        |
| 休斯顿影评人协会奖         | 2023年2月18日       | 最佳动画片             | 《穿着鞋子的贝壳马塞尔》                                                                | 提名         | [ 49 ] [ 50 ] |
| 好萊塢影評人協會奖         | 2023年2月24日       | 最佳动画片             | 《穿着鞋子的贝壳马塞尔》                                                                | 提名         | [ 51 ] [ 52 ] |
| 好萊塢影評人協會奖         | 2023年2月24日       | 最佳独立电影           | 《穿着鞋子的贝壳马塞尔》                                                                | 獲獎         | [ 51 ] [ 52 ] |
| 好萊塢影評人協會奖         | 2023年2月24日       | 最佳配音或动作捕捉表演 | 珍妮·斯蕾特                                                                             | 獲獎         | [ 51 ] [ 52 ] |
| 安妮獎                     | 2023年2月25日       | 最佳独立动画片         | 《穿着鞋子的贝壳马塞尔》                                                                | 獲獎         | [ 53 ] [ 54 ] |
| 安妮獎                     | 2023年2月25日       | 最佳动画片导演         | 迪恩·弗雷斯彻·坎普、克尔斯滕·勒波雷、斯蒂芬·奇奥多                                      | 提名         | [ 53 ] [ 54 ] |
| 安妮獎                     | 2023年2月25日       | 最佳动画片配音         | 珍妮·斯蕾特                                                                             | 獲獎         | [ 53 ] [ 54 ] |
| 安妮獎                     | 2023年2月25日       | 最佳动画片编剧         | 迪恩·弗雷斯彻·坎普、珍妮·斯蕾特、尼克·佩利、伊丽莎白·霍尔姆                             | 獲獎         | [ 53 ] [ 54 ] |
| 美国制片人工会奖           | 2023年2月25日       | 最佳动画片             | 《穿着鞋子的贝壳马塞尔》                                                                | 提名         | [ 55 ]        |
| 拉丁娛樂記者協會           | 2023年2月26日(LEJA) | 最佳動畫片             | 《穿着鞋子的贝壳马塞尔》                                                                | 提名         | [ 56 ]        |
| 拉丁娛樂記者協會           | 2023年2月26日(LEJA) | 最佳配音演出或動作捕捉 | Jenny Slate                                                                             | 獲獎         | [ 56 ]        |
| 卫星奖                     | 2023年3月3日        | 最佳動畫或混合媒體     | 《穿着鞋子的贝壳马塞尔》                                                                | 獲獎         | [ 57 ]        |
| 獨立精神獎                 | 2023年3月4日        | 最佳剪辑               | 迪恩·弗雷斯彻·坎普、尼克·佩利                                                           | 提名         | [ 58 ]        |
| 美国电影剪辑奖             | 2023年3月5日        | 最佳动画片剪辑         | 迪恩·弗雷斯彻·坎普、尼克·佩利                                                           | 提名         | [ 59 ]        |
| 奥斯卡金像奖               | 2023年3月12日       | 最佳動畫片             | 迪恩·弗雷斯彻·坎普、伊丽莎白·霍尔姆、安德鲁·戈德曼、尼克·佩利、卡罗琳·卡普兰、保罗·梅齐 | 提名         | [ 60 ] [ 61 ] |